# Savannah, Georgia
Savannah este un oraș american, situat în sud-sud-estul Statelor Unite ale Americii, în Statul Georgia, la vărsarea în Oceanul Atlantic a fluviului cu același nume, Savannah. Face parte din comitatul Chatham, fiind centrul de reședință al acestuia. 

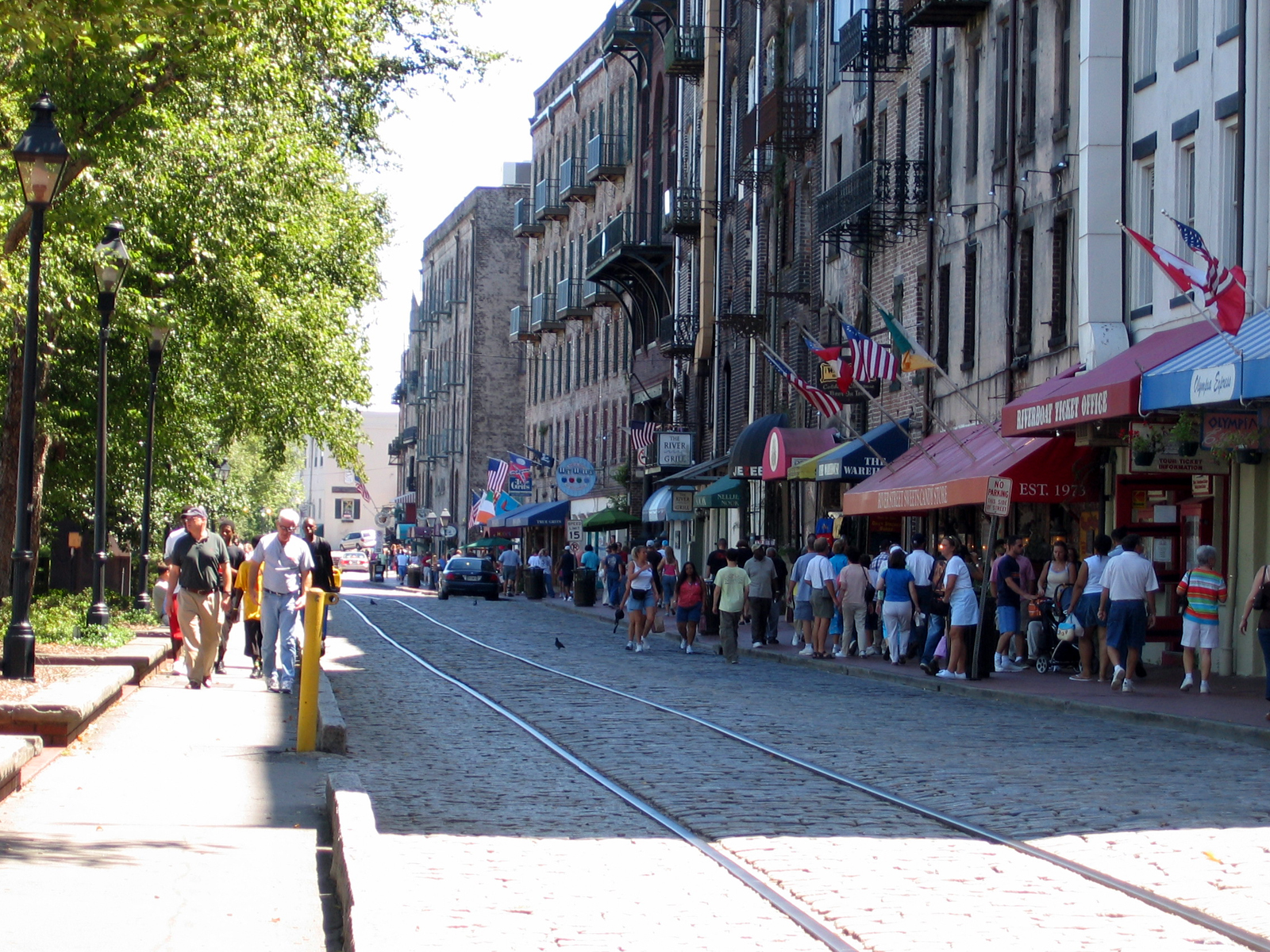
River Street din Savannah

 Savannah este de asemenea numit cel mai frumos oras din Statele Unite ale Americii.

## Istorie
Savannah, întâiul oraș al Georgiei, a fost fondat în februarie 1733 de către generalul James Edward Oglethorpe și de cei 121 de pasageri englezi și scoțieni ai navei Anne. În iulie al aceluiași an, familii evreiești, care se refugiau de Inchiziția spaniolă și portugheză, au sosit acolo.
În timpul Războiului de Independență al Statelor Unite, Savannah era capitala Georgiei și unicul său port maritim. Capturat de forțele britanice, în 1778, orașul a căzut sub influența loialiștilor. În Asediul orașului Savannah, în 1779, armata independentistă americană, întărită de trupele franceze, a făcut tentativa de a recuceri orașul, dar eforturile lor au eșuat. Savannah este ocupată de către britanici până în anul 1782.
Orașul a cunoscut două mari incendii în 1796 și în 1820.
La începutul secolului XIX-lea a avut loc la Savannah o mică imigrație catolică și protestantă din Franța, iar pe la mijlocul secolului al XIX-lea, a avut o altă creștere a imigrației, dar mult mai puternică. Savannah este astăzi unul dintre cele mai diversificate și mai cosmopolite orașe din Sud.
În timpul Războiului de Secesiune, Savannah era un oraș cu 22.000 de suflete, al șaselea oraș principal al confederației sudiste și un mare port strategic. Circa 40% din toti sclavii de culoare vanduti in SUA pana la abolirea sclaviei au trecut prin piata de sclavi din Savannah. Conform mercurialului de prin anii 1860-65 (afisat la muzeul local, pe locul unde se afla Ryan's Market, piata de sclavi), cel mai scump era un barbat de culoare de 25 ani. In banii actuali, costa circa $40 000 dolari. Pentru cumpararea sclavilor era nevoie de multe ori de ipoteca bancara si asigurare de viata. Unii sclavi erau trimisi la formare in Anglia si Franta, pemtru a invata meserii necesare gospodariilor proprietarului. Totusi, de frica sclavilor, majoritatea populatiei in oras, sclavii nu aveau voie sa invete sa scrie si sa citeasca. Uniii negrii, care erau liberi, aveau si ei sclavi, dar pentru aceasta era nevoie de un garantor American alb. Odata cu intrarea generalului Sherman in oras, sclavii negri parasesc proprietarii si se alatura trupelor nordiste, promitandu-lise pamant, ceea ce in final nu au primit.
În timpul Războiului de Secesiune, orașul Savannah a fost ocupat de nordiștii comandați de generalul W. T. Sherman (1864), a fost cruțat de vandalizări, dar a intrat într-un declin profund. Restaurarea patrimoniului a început abia în anul 1955.
Savannah a fost capitala statului Georgia între anii 1754 - 1786.

## Geografie

### Coordonate geografice
- Latitudine: 32°03'03″ N
- Longitudine: 81°06'14″ V

### Climatul
- Media temperaturilor (1961 - 1990):
- - în ianuarie: 9,4 °C
- - în iulie: 27,7 °C.

### Suprafața
- Suprafața totală: 202,3 km²;
- Suprafața terestră: 193,6 km².

### Populația
- Populația (2006): 127 889 de locuitori;
- Densitatea populației: 660,6 loc./km².

## Economia
Savannah este port pe fluviul cu același nume, Savannah. 
Orașul este nod de cale ferată, are aeroport. Sunt prezente, în oraș, industriile textilă, de încălțăminte, de prelucrarea lemnului, materiale de construcție, industria chimică (îngrășăminte, vopsele), rafinărie de petrol, industria hârtiei, industria alimentară (ulei, zahăr), pescuitul, construcții de avioane, șantier naval. Cel mai importat produs comercial este automobilul.
Totuși, astăzi aportul turismului și al imobiliarului este din ce în ce mai evident. Climatul plăcut, bogăția edificiilor istorice și a numeroaselor case coloniale atrag numeroși turiști.

## Arhitectura
Se presupune că Savannah este primul oraș planificat din Statele Unite ale Americii. James Edward Oglethorpe i-a desenat planul, un plan cu străzi perpendiculare, lăsând, în mod regulat, spații pentru parcuri publice și 24 de mici scuaruri, dintre care 21 pot fi și astăzi întâlnite. Celelalte trei, din pacate, au fost convertite in parcari de masini. Intregul oras urma sa fie supus "modernizarii" in anii 1950, conform modelului Atlantei. Cand unele case coloniale erau periclitate de distrugere in 1955, sapte femei locale au infiintat o societate culturala de salvate a cladirilor amenintate cu daramarea. Cladirile au fost cumparate si renovate, ulterior date in circuitul turistic.
Iatǎ lista acestor scuaruri, cu denumirea lor oficialǎ, în englezǎ:

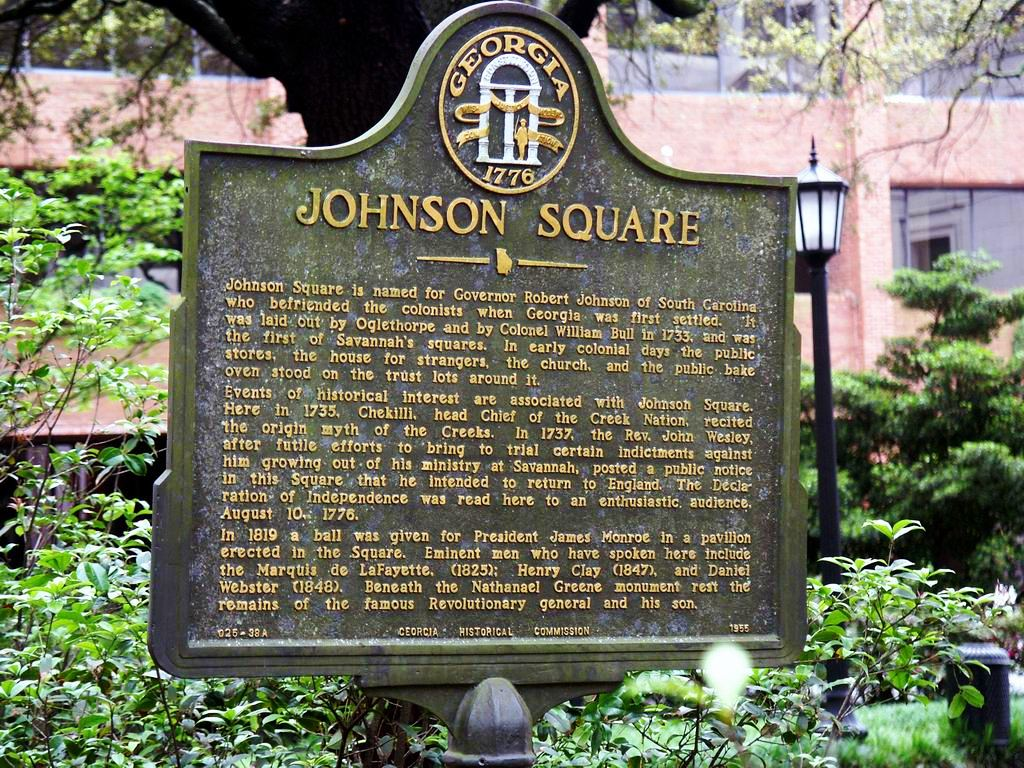
Panou cu istoricul scuarului Johnson Square din Savannah

1. Calhoun Square
2. Chatham Square
3. Chippewa Square
4. Columbia Square
5. Crawford Square
6. Elbert Square
7. Ellis Square
8. Franklin Square
9. Greene Square
10. Johnson Square
11. Lafayette Square
12. Liberty Square
13. Madison Square
14. Monterey Square
15. Ogelthorpe Square
16. Orleans Square
17. Pulaski Square
18. Reynolds Square
19. Telfair Square
20. Troup Square
21. Warren Square
22. Washington Square
23. Whitefield Square
24. Wright Square Anderson Hall, Savannah College of Art and Design

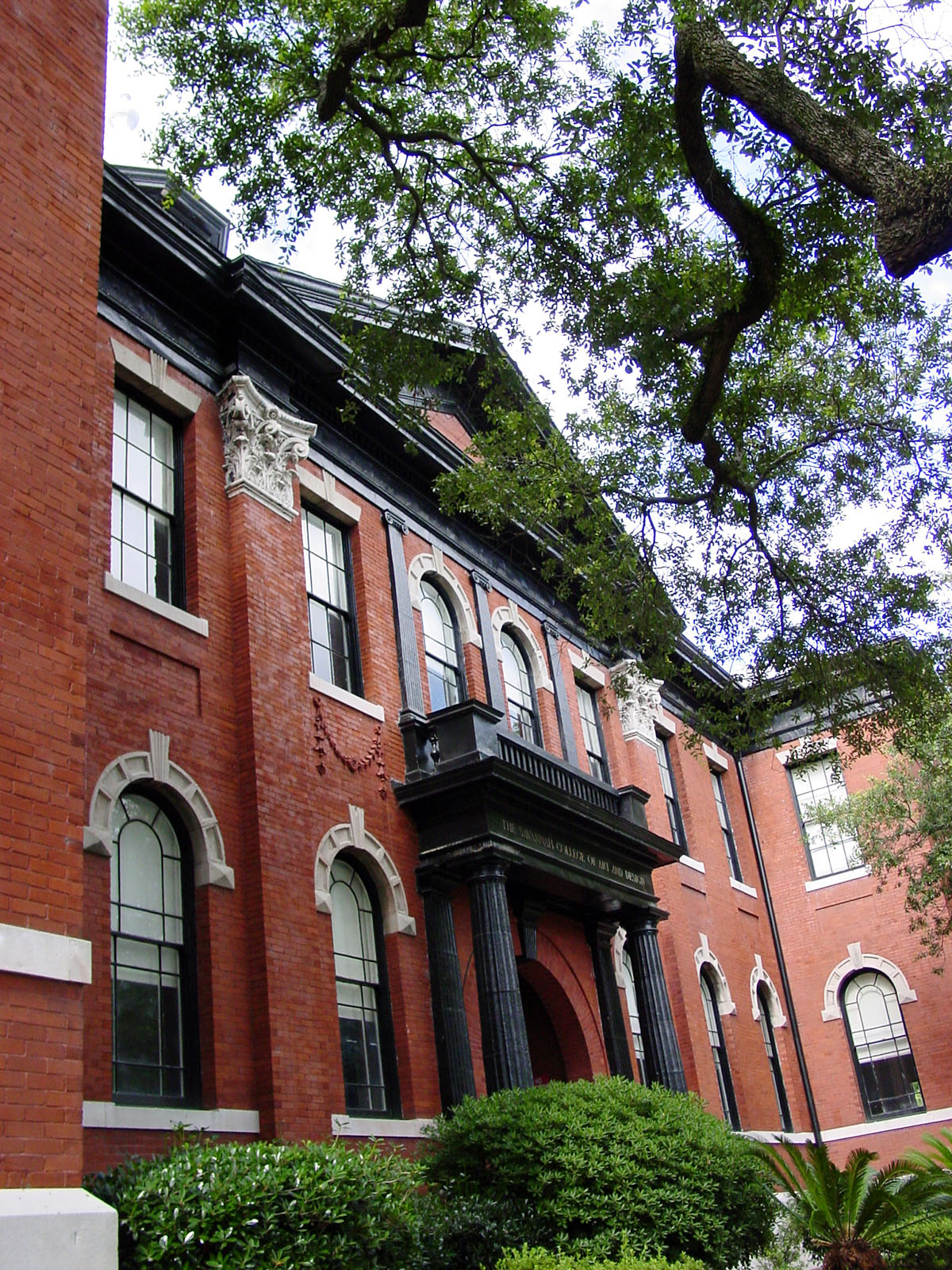
Anderson Hall, Savannah College of Art and Design

Orașul Savannah este adesea citat, în presa europeană ca fiind unul dintre cele mai frumoase orașe ale Americii de Nord. Este un oraș tipic al Vechiului Sud (Deep South) de coastă care se caracterizează prin climatul său cald și umed, în timpul verii.
În centrul orașului, se găsesc un cimitir colonial și catedrala gotică Sfântul Ioan Botezătorul (fondată în 1802 de francezii care au fost nevoiți să fugă din Haiti, ca urmare a revoluției din acea țară). Orașul numără mai multe universități, dintre care o școală privată de artă (Savannah College of Art and Design) și două universități publice administrate de Statul Georgia: Armstrong Atlantic State University și Savannah State University. Acestă ultimă universitate a fost o instituție inițial folosită de populația de culoare (afro-americană), dar după 1960 a fost integrată sistemului de învățământ public.
Orașul Savannah a constituit un decor minunat pentru filmul lui Clint Eastwood, Miezul nopții în grădina binelui și a răului, pentru filmul serial Forrest Gump de Robert Zemeckis, precum și pentru filmul Legenda lui Bagger Vance de Robert Redford.

## Demografie

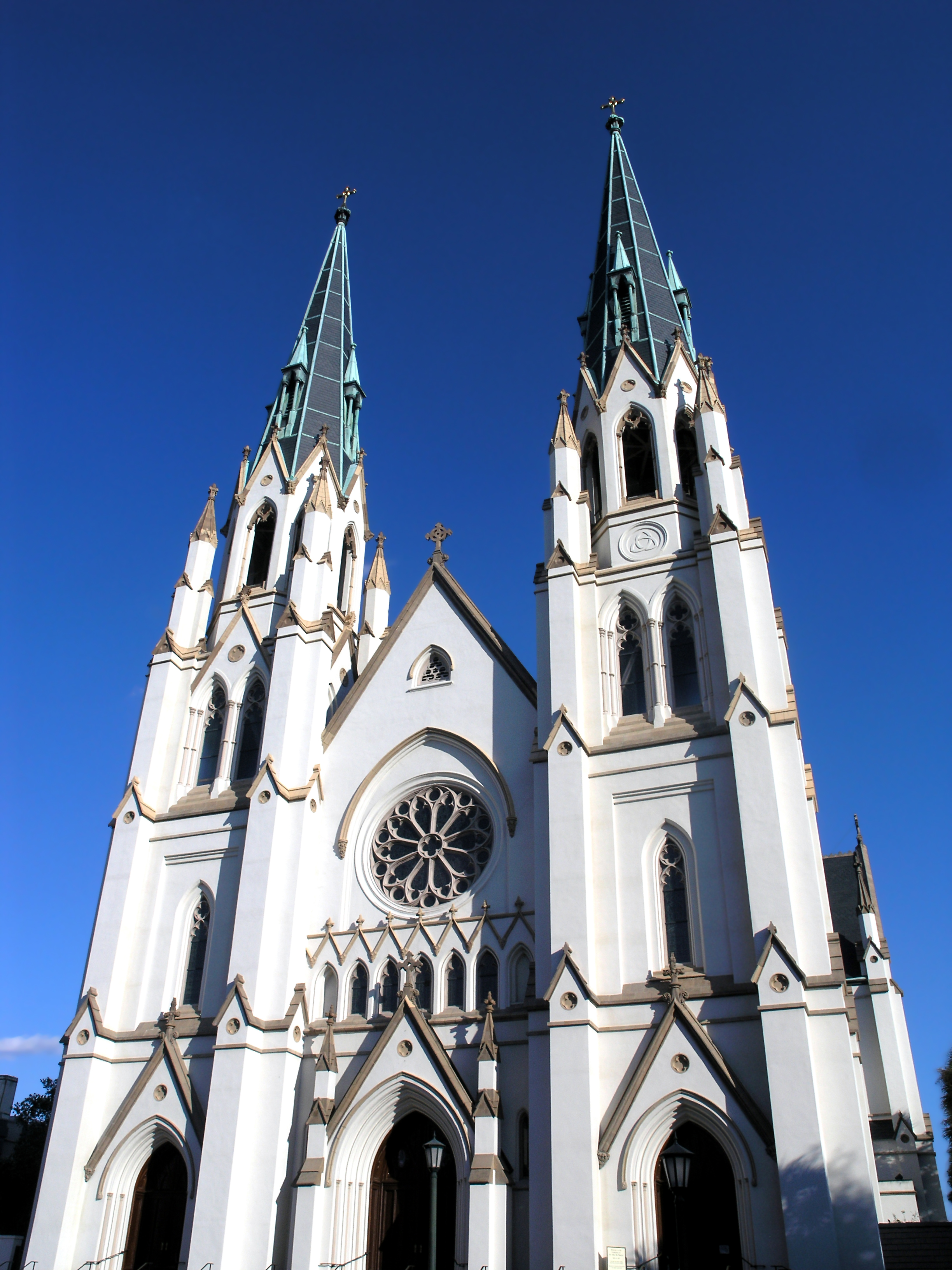
Cathedral of St. John the Baptist (Catedrala Sf. Ioan Botezătorul din Savannah)

Din 1974, până în 2015, niciun primar din Savannah n-a fost cu rădăcini anglo-saxone: 
1. John Rousakis (1974-1992), de origine greacă;
2. Susan Weier (1992-1996), femeie de origine evreiască;
3. Floyd Adams, Jr. (1996-2004), de origine afro-americană, catolic;
4. Otis Johnson (2004-2010), de origine afro-americană, protestant;
5. Edna Branch Jackson (2011-2015), prima femeie de origine africană[7]
6. Eddie DeLoach (2015-2019, de origine anglo-saxonă;
7. Van R. Johnson (2020-), politician de culoare.[8]

În anul 1970, avea o populație de 118,3 mii de locuitori. În anul (2007), populația orașului era de 131.510 de locuitori, (314 mii de locuitori, cu suburbii).
Orașul Savannah are 339 de biserici creștine, reprezentând 21 de confesiuni, între care, 138 de biserici sunt baptiste. Sunt prezente, de asemenea, biserici romano-catolice <Savannah este sediul unei dieceze (arhiepiscopie) romano-catolice>, o biserică ortodoxă (St. Paul), o biserică greco-catolică.

## Turism
Turismul este dezvoltat, Savannah fiind stațiune balneară.

### Muzee
- Muzeul Mării
- Muzeu de științele naturii
- Fortul Pulaski.

## Personalități
- Gerard Patrick Aloysius O'Hara, (* 4 mai 1895 - † 16 iulie 1963), episcop romano-catolic de Savannah, ultimul reprezentant al Nunțiaturii Apostolice la București, înainte de ruperea de către Statul comunist român a relațiilor diplomatice cu Sfântul Scaun, în anul 1950.

### Celebrități născute la Savannah
- James Dunwoody Bulloch (1823 - 1901), spion;
- Ellen Axson Wilson (1860 - 1914), soția președintelui Woodrow Wilson;
- Tom Turpin, (1873 - 1922) a fost un compozitor de ragtime afro-american;
- Charles Coburn (1877 - 1961), actor;
- Conrad Aiken (1889 - 1973), scriitor;
- Miriam Hopkins, (1902 - 1972), actriță de film și de televiziune;
- Stacy Keach, (n. 1941), actor de cinema;
- James Keach (n. 1947), actor;
- Cee-Lo, (n. 1974), cântăreț hip-hop; artist membru, între altele, al grupului Gnarls Barkley;
- Desmond Harrington (n. 1976), actor.

## Episcopie
Dioceza de Savannah (romano-catolică).
Catedrala „Sfântul Ioan Botezătorul” din Savannah.

## Orașe înfrățite
1. Batumi Ajaria, Georgia
2. Patras Ahaia, Grecia
3. Kaya Burkina Faso